# 강내희
강내희(姜來熙, 1951년 2월 26일 ~ )은 대한민국의 비판적 지식인이다.
서강대학교를 졸업하고, 미국 마큇 대학교에서 박사학위를 취득하였다. 중앙대학교 영어영문학과 교수로 재직중이며, 계간 '문화/과학'의 발행인이다. 현재 시민문화운동단체 '문화연대' 공동대표로 있다.

## 저서
- 압구정동:유토피아 디스토피아
- 혁명의 문화사 (공저)
- 공간 육체 권력
- 문화론의 문제설정
- 한국의 문화변동과 문화정치(문화사회를 위한 비판적 문화연구)
- 교육개혁의 학문전략
- 신자유주의와 문화(노동사회에서 문화사회로)
- 문학의 힘, 문학의 가치
- 지식생산 학문전략 대학개혁
- 문화분석의 몇가지 길들...(공저)
- 문화 분석의 몇 가지 길들..